# Martti Katajisto
Pour les articles homonymes, voir Katajisto.
Martti Viljami Katajisto, né le 6 décembre 1926 à Parkano et mort le 24 janvier 2000 à Helsinki, est un acteur finlandais.
Il est surtout connu pour son rôle de Nokia, un jeune homme en colère, dans le film Ihmiset suviyössä (1948). Pour ce rôle, il reçoit le Jussi Award du meilleur acteur dans un rôle principal.

## Biographie
Jeune premier au début de sa carrière, il joue ensuite dans des grands classiques du théâtre. Il travaille au Théâtre national finlandais de 1954 jusqu'à sa retraite. Au cours de sa carrière théâtrale, il apparaît dans des classiques tels que Les Frères Karamazov, La Sonate des spectres, La Mégère apprivoisée, Roméo et Juliette ou encore Le Marchand de Venise.
Au cinéma, il devient célèbre en tenant un des rôles principaux dans le film de Valentin Vaala, Ihmiset suviyössä en 1948. Son personnage de Nokia est interprété comme le premier personnage masculin homosexuel de l'histoire du cinéma finlandais. En 1949, il apparaît dans le rôle du prince Florestan dans Prinsessa Ruusunen, une adaptation finlandaise de La Belle au bois dormant.
Sa carrière cinématographique s'essouffle dans les années 1960. Dans les années 1970 et 1980, il ne joue que dans deux nouveaux films. Mais en 1993, il est salué par la critique pour son rôle d'un père atteint de démence dans le film de Veikko Aaltonen, Isä meidän. Son dernier rôle au cinéma dans Kulkuri ja joutsen de Timo Koivusalo en 1999. Il y interprète avec ironie l'homme pour lequel il a travaillé des décennies plus tôt, le magnat du cinéma finlandais T. J. Särkkä.
Il meurt à l'hôpital de Laakso d'Helsinki après une longue maladie à l'âge de 73 ans. Il est enterré dans la fosse commune des acteurs du Théâtre national au cimetière de Hietaniemi à Helsinki.

## Filmographie
- 1946 : Nuoruus sumussa (fi) : le jeune Irmel
- 1948 : Laulava sydän (fi) : un officier
- 1948 : Haaviston Leeni : Einar
- 1948 : Hormoonit valloillaan (fi) : un jeune homme
- 1948 : Ihmiset suviyössä : Nokia
- 1949 : Vain kaksi tuntia : Pelle Teiri, un commis de bureau
- 1949 : Prinsessa Ruusunen : le prince Florestan
- 1949 : Katupeilin takana : Jean Sibelius
- 1949 : Kanavan laidalla : l'étudiant Eerikki Lind
- 1949 : Orpopojan valssi : le fils du chanteur
- 1950 : Maija löytää sävelen : le violoncelliste et compositeur Erkki Orasto
- 1950 : Katarina kaunis leski : le lieutenant Carl-Magnus Schildt
- 1952 : Yhden yön hinta : un garçon, Asko
- 1952 : Niskavuoren Heta : Jaakko Harjula
- 1953 : Jälkeen syntiinlankeemuksen (fi) : Klaus Toivola
- 1954 : Mä oksalla ylimmällä : Gabriel Linsén, Gabbe
- 1955 : Nukkekauppias ja kaunis Lilith : le marchand de poupée
- 1957 : Niskavuori taistelee : Paavo Niskavuori
- 1958 : Sven Tuuva : le maréchal de la Cour
- 1959 : Yks' tavallinen Virtanen : le peintre Väinö Virtanen
- 1960 : Nina ja Erik : Erik Vaara
- 1974 : Aux frontières du possible, épisode 3 : Les Hommes volants (série télévisée)
- 1976 : Hänen olivat linnut : Birger Broms
- 1985 : Suuri illusioni : le docteur Jäder
- 1993 : Isä meidän : Eino Haavisto, le père de Juhani
- 1995 : Aatamin poika (fi) : un acteur
- 1999 : Kulkuri ja joutsen : T. J. Särkkä